# Гидроксихлорохин
Гидроксихлорохин (торговая марка «Плаквенил») — противомалярийный препарат, производное 4-аминохинолина. Также может оказывать умеренное иммуносупрессивное, специфическое и неспецифическое противовоспалительное действие при аутоиммунных заболеваниях. Его принимают внутрь, часто в форме сульфата гидроксихлорохина.
Гидроксихлорохин изучался для профилактики и лечения коронавирусной инфекции COVID-19, но клинические испытани показали, что он неэффективен и может вызывать опасные побочные эффекты.
Общие побочные эффекты могут включать рвоту, головную боль, изменения зрения и мышечную слабость. Серьёзные побочные эффекты могут включать аллергические реакции, проблемы со зрением и проблемы с сердцем. Хотя нельзя исключить весь риск, он остается средством лечения ревматических заболеваний во время беременности.
Гидроксихлорохин входит в перечень ЖНВЛП Минздрава РФ.

## Общее описание
Гидроксихлорохин является синтетическим аналогом хинина наряду с хлорохином, пиперахином, тафенохином, примахином, мефлохином и другими. Хинин был выделен как действующее вещество из коры хинного дерева. Разработан как лекарство против малярии, но с открытием артемизинина стал использоваться всё реже.
Хинин также пытались использовать не только против малярии, он применялся как жаропонижающее, обезболивающее, успокоительное и регулятор аппетита. В настоящее время хинин и его производные рассматривают как возможное средство от рака и судорог в конечностях. Причём гидроксихлорохин используют чаще других аналогов хинина, преимущественно используется препарат, выпускаемый под торговой маркой «Плаквенил».
Гидроксихлорохин действует непосредственно на возбудителя малярии Plasmodium falciparum (и других плазмодиев рода Plasmodium). Он проникает в вакуоли клеток плазмодия, снижет кислотность среды внутри него, таким образом мешает плазмодию превратить токсичный для плазмодия гем в кристаллический гематин (гем — часть молекулы гемоглобина, промежуточный продукт метаболизма гемоглобина в плазмодии). Накапливаясь в плазмодии, гем убивает его.
Во время Второй мировой войны гидроксихлорохин начали применять для массовой профилактики малярии. У солдат, которые его принимали, стали реже возникать сыпи и артрит. Так были выяснены противовоспалительные свойства гидроксихлорохина, и он стал применяться против аутоиммунных заболеваний.
На 2020 год механизм противовоспалительного действия гидроксихлорохина остался неизвестным. Предположительно он либо подавляет выделение провоспалительных белков, либо передачу сигналов внутри иммунных клеток. По другим догадкам противовоспалительное действие обусловлено снижением кислотности внутриклеточных вакуолей.
В 2022 году ретроспективный анализ нежелательных лекарственных реакций при применении лекарственных средств для лечения COVID-19 в период с 28.04.2020 г. по 11.07.2021 г., зарегистрированный в национальной базе РФ (АИС РЗН), показал, что он вместе с фавипиравиром и олокизумабом вошёл в тройку наихудших с точки зрения нежелательных лекарственных реакций у пациентов (фавипиравир — 96, олокизумаб — 86, гидроксихлорохин — 77, лопинавир + ритонавир — 52, азитромицин — 46, тоцилизумаб — 29, мефлохин — 4 и барицитиниб — 3).

### Гидроксихлорохин в пандемию COVID-19
В 2020 году во время пандемии COVID-19 в ряде стран развернулась дискуссия о целесообразности применения гидроксихлорохина для лечения этого заболевания. В частности, за его использование высказывался президент США Дональд Трамп. Вокруг доказательств и опровержений эффективности этого препарата возник скандал из-за фальсификации научных данных.
В июле 2020 года ВОЗ объявила об исключении гидроксихлорохина из крупнейшего в мире международного исследования Solidarity по поиску лекарств против COVID-19 (координируемого ВОЗ) из-за неэффективности. 16 октября на очередном брифинге по COVID-19 глава ВОЗ Тедрос Аданом Гебрейесус напомнил об этом мировому сообществу.
В США FDA 28 марта 2020 года выдало «разрешение на чрезвычайное использование» (англ. the emergency use authorization, EUA) гидроксихлорохина при лечении COVID-19 несмотря на отсутствие доказательств его эффективности против возбудителя этого заболевания. К июню 2020 года накопленный клинический опыт показал, что как известные, так и потенциальные преимущества гидроксихлорохина не перевешивают известные и вероятные риски для разрешения их использования. Управление перспективных биомедицинских исследований и разработок США (англ. Biomedical Advanced Research and Development Authority, BARDA) инициировало отзыв разрешения на его «чрезвычайное использование» при лечении COVID-19. 15 июня 2020 FDA исключила гидроксихлорохин из списка допустимых для лечения COVID-19 лекарств (с теми же аргументами отозвано разрешение также для хлорохина).
В России в апреле 2020 года Минздрав внёс гидроксихлорохин в список возможных к назначению лекарственных средств для лечения заболевания COVID-19 у взрослых.
Несмотря на публикации ВОЗ, Минздрав РФ первоначально решил не исключать гидроксихлорохин из протоколов лечения, и в 8 версии клинических рекомендаций по лечению COVID-19 (сентябрь 2020) терапия гидроксихлорохином была предписана. Только в мае 2021 года он был исключён в 11 версии.

## Применение в медицине
Гидроксихлорохин применяется при лечении малярии, ревматоидного артрита, ювенильного хронического артрита, дискоидной и системной красной волчанки, а также заболеваний кожи, вызванных или усугублённых солнечным светом.
Гидроксихлорохин, как и хлорохин, вызывает серьёзные побочные эффекты, и в США оба препарата разрешены только для лечения малярии и, в качестве неспецифического противовоспалительного средства, при некоторых аутоиммунных заболеваниях.

### Ревматоидный артрит
На 2016 год было достоверно определена одинаковая эффективность у комбинированной (тройной) терапии метотрексатом, сульфасалазином и гидроксихлорохином и комбинированной (двойной) терапии метотрексатом с большинством базисных противовоспалительных препаратов (БПВП) или тофацитинибом.
Противомалярийные препараты использовались для лечения ревматоидного артрита в течение нескольких десятилетий. Многолетние наблюдения показали, что гидроксихлорохин приносит пользу пациентам с ревматоидным артритом.

### Красная волчанка
Сравнение с ацитретином
Для полного излечения от красной волчанки гидроксихлорохин имеет такую же эффективность, как и ацитретин, при этом гидроксихлорохин реже вызывает побочные эффекты, которые, по данным среднего качества, в целом незначительны для обоих препаратов.
По критерию симптомов красной волчанки, при приёме гидроксихлорохина эритема исчезает быстрее в половине случаев.
Сравнение с другими препаратами
По состоянию на 2017 год, сравнивать гидроксихлорохин с другими препаратами, применяемыми при красной волчанке, нет смысла из-за отсутствия надёжных данных о них.

## Противопоказания
Ретинопатия, кератопатия, нарушения функции зрения, повышенная чувствительность к гидроксихлорохину.
Беременность и лактация
Применение гидроксихлорохина при беременности возможно лишь в случае, когда предполагаемая польза для матери превышает потенциальный риск для плода. При необходимости применения в период лактации следует решить вопрос о прекращении грудного вскармливания.
Гидроксихлорохин проникает через плацентарный барьер, выделяется с грудным молоком.

## Побочное действие
Со стороны пищеварительной системы: тошнота, рвота, диарея, анорексия, боли в животе.
Со стороны ЦНС и периферической системы: головная боль, слабость, нервозность, нервно-мышечная блокада, токсический психоз, снижение остроты зрения, ощущение мелькания в глазах, фотофобия.
Со стороны системы кроветворения: анемия, агранулоцитоз, тромбоцитопения, нейтропения.
Дерматологические реакции: дерматит, депигментация кожи и слизистых оболочек, выпадение волос.
Прочие: отложение пигмента в роговице.

## Лекарственное взаимодействие
Препарат попадает в грудное молоко. Нет никаких доказательств того, что его использование во время беременности вредно для развивающегося плода, и его использование не противопоказано во время беременности.
Одновременное применение гидроксихлорохина и антибиотика азитромицина, по-видимому, увеличивает риск некоторых серьёзных побочных эффектов при краткосрочном применении, таких как повышенный риск боли в груди, застойной сердечной недостаточности и смертности от сердечно-сосудистых причин. Следует соблюдать осторожность при сочетании с лекарствами, изменяющими функцию печени, а также с ауротиоглюкозой (солганал), циметидином (тагамет) или дигоксином (ланоксин). Гидроксихлорохин может повышать концентрацию пеницилламина в плазме, что может способствовать развитию тяжелых побочных эффектов. Усиливает гипогликемические эффекты инсулина и пероральных гипогликемических средств. Для предотвращения глубокой гипогликемии рекомендуется изменение дозы. Антациды могут снизить абсорбцию гидроксихлорохина. И неостигмин, и пиридостигмин противодействуют действию гидроксихлорохина.
Хотя может существовать связь между гидроксихлорохином и гемолитической анемией у людей с дефицитом глюкозо-6-фосфатдегидрогеназы, этот риск может быть низким у лиц африканского происхождения.
В частности, на этикетке гидроксихлорохина Управления по контролю за продуктами и лекарствами США (FDA) перечислены следующие лекарственные взаимодействия:
- Дигоксин (может привести к повышению уровня дигоксина в сыворотке)
- Инсулин или противодиабетические препараты (при этом они могут усиливать эффекты гипогликемического лечения)
- Лекарства, удлиняющие интервал QT, и другие аритмогенные препараты (например, гидроксихлорохин удлиняет интервал QT и может увеличивать риск серьёзных нарушений сердечного ритма (желудочковые аритмии) при одновременном применении)
- Мефлохин и другие препараты, снижающие судорожный порог (совместное применение с другими противомалярийными средствами, снижающими судорожный порог, могут повышать риск судорог)
- Противоэпилептические средства (одновременное применение может снизить противоэпилептическую активность)
- Метотрексат (комбинированное применение не изучено и может увеличивать частоту побочных эффектов)
- Циклоспорин (при совместном применении сообщалось о повышенном уровне циклоспорина в плазме).

## Фармакологическое действие

### Фармакокинетика
После приёма внутрь гидроксихлорохин быстро и почти полностью всасывается из ЖКТ. После в/м или п/к введения также быстро всасывается из места инъекции. Распределяется в тканях организма. Накапливается в высоких концентрациях в почках, печени, лёгких, селезёнке, а также в меланин-содержащих клетках глаз и кожи. Метаболизируется в печени с образованием активных и неактивных метаболитов. Очень медленно выводится с мочой из организма.

### Фармакодинамика
Вызывает гибель эритроцитарных форм всех видов плазмодиев. Кроме того, гидроксихлорохин оказывает терапевтическое действие при некоторых диффузных заболеваниях соединительной ткани. Механизм действия окончательно не выяснен. Полагают, что эффективность гидроксихлорохина связана с его способностью изменять активность ряда ферментов (фосфолипаза, НАДФ-цитохром C-редуктаза, холинэстераза, протеаза, гидролаза), стабилизировать мембраны лизосом, угнетать образование простагландинов, тормозить хемотаксис и фагоцитоз, оказывать влияние на продукцию интерлейкина-1. Обладает иммунодепрессивной и некоторой противовоспалительной активностью.

### Механизм действия
Механизм действия гидроксихлорохина, как и других хининоподобных препаратов, предположительно следующий. Гидроксихлорохин, находящийся в эритроците, когда в эритроцит проникает плазмодий малярии, проникает в него и накапливается в вакуолях плазмодия, где он поглощает свободные протоны (положительные ионы водорода) и тем самым снижает кислотность среды внутри плазмодия. Плазмодий внутри эритроцитов питается гемоглобином. Изменение pH препятствует метаболизму гемоглобина в плазмодии, в результате в нём накапливается токсичный для плазмодия гем, и плазмодий погибает.